# 耶勒達爾峰
61°21′59″N 8°04′43″E / 61.3665°N 8.0787°E

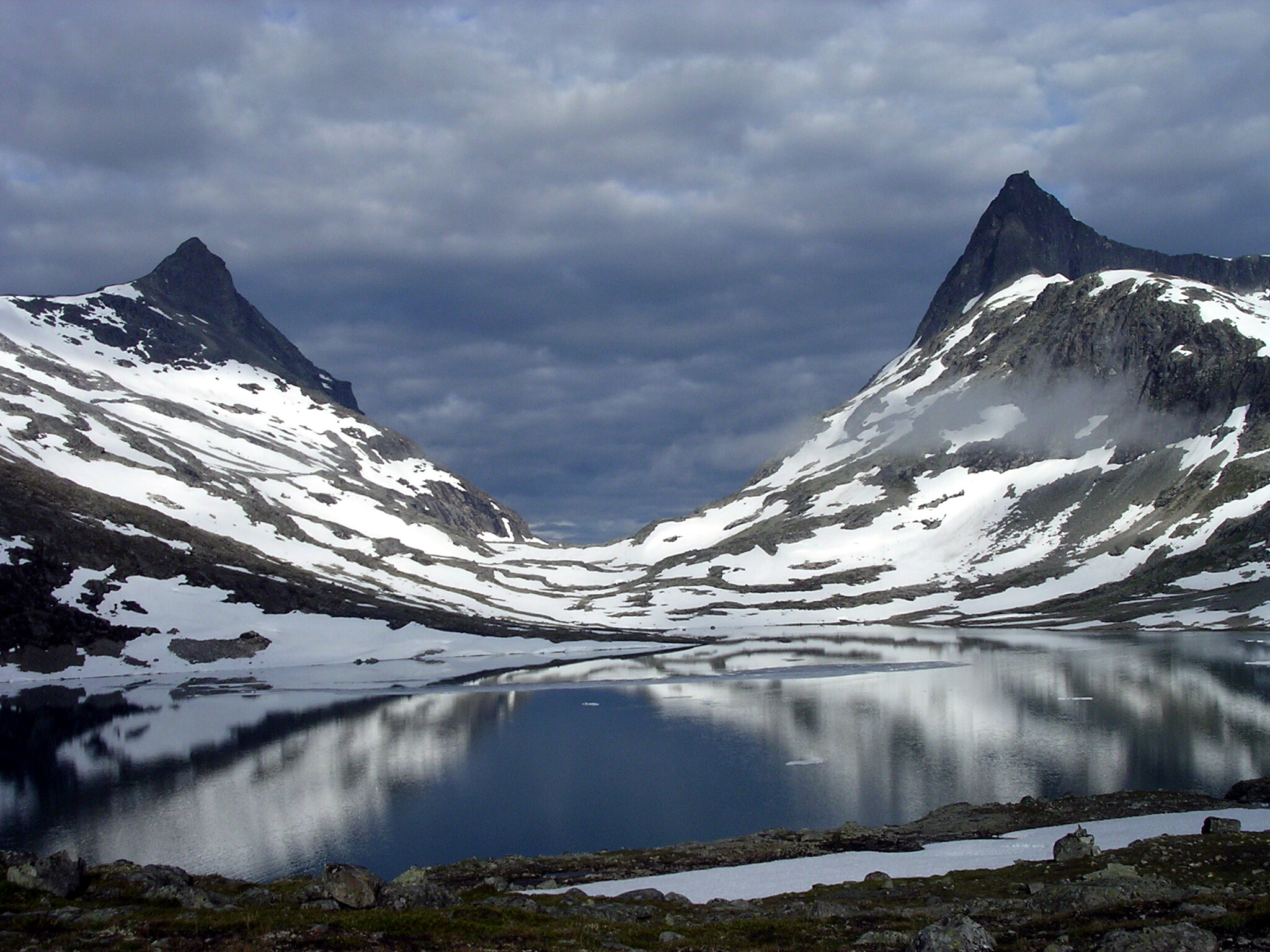

耶勒達爾峰是挪威的山峰，位於該國西南部韋斯特蘭郡，處於奧達爾，距離首都奧斯陸210公里，屬於尤通黑門山脈的一部分，海拔高度1,989米，受凍原氣候影響。